# 安赫爾·洛佩茲
安赫爾·洛佩兹（Ángel López，1981年3月10日—）是一名西班牙職業足球運動員。出生在拉斯帕爾馬斯。目前安赫爾效力於球隊拉斯帕爾馬斯，曾效力比利亞雷阿爾。在2006年11月西班牙對羅馬尼亞的一場友誼賽中，他首次代表西班牙國家足球隊出場。